# 大石窝镇
大石窝镇，是中华人民共和国北京市房山區下辖的一个乡镇级行政单位。该镇以汉白玉著称，境内有房山大白玉塘采石场遗址。

## 行政区划
大石窝镇下辖以下地区：
王家磨村、蔡庄村、下滩村、郑家磨村、土堤村、镇江营村、塔照村、南尚乐村、北尚乐村、南河村、惠南庄村、广润庄村、辛庄村、石窝村、半壁店村、独树村、岩上村、下营村、高庄村、前石门村、后石门村、下庄村、三岔村和水头村。